# Tomáš Albín z Helfenburka
Tomáš Albín (Bílek) z Helfenburka († 10. března 1575) byl v letech 1574 až 1575 biskupem olomouckým.

## Život

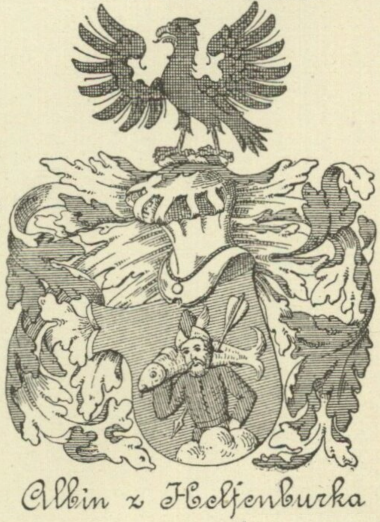
Erb Albínů z Helfenburka

Tomáš Albín z Helfenburka byl syn kancléře mocného jihočeského rodu Rožmberků Václava Albína. V mládí studoval v Bologni a Pise a získal titul doktora veškerých práv. Byl váženým krumlovským měšťanem a rožmberským úředníkem (v roce 1555 byl i s otcem a bratrem povýšen za věrné služby do vladyckého stavu), po smrti své ženy (s níž měl 5 dětí) se však dal na duchovní dráhu. Stal se kanovníkem v Pasově, Praze a Olomouci a posléze i děkanem na Karlštejně. 8. března 1574 byl zvolen biskupem olomouckým. Zemřel náhle v květnu 1575, patrně jako další z obětí „biskupotravce“ Philopona. Pohřben byl v olomoucké katedrále sv. Václava. Jeho smrt již byla natolik podezřelá, že kanovník Vyškovský mluvící nad hrobem otevřeně prohlásil, že biskup byl zavražděn.
Jeho dcera Žofie Albínka z Helfenburka byla abatyší kláštera svatého Jiří v Praze.